# Alex Withney
Alex Whitney es un personaje de la serie animada Los Simpson, creada por Matt Groening. Es doblada por Lisa Kudrow en la versión americana.

## Apariciones
Aparece en el capítulo Lard of the Dance en donde llega por primera vez a la primaria Springfield, aparece en otros capítulos como: Last Tap Dance in Springfield, Little Girl in the Big Ten, Father Knows Worst pero sin mayor protagonismo.

## Información general
Alex es una niña algo "madura" para su edad, incluso bastante más que su amiga Lisa (motivo por la que le tiene algo de envidia al principio). Ella tiene un teléfono móvil, monedero, tarjetas de crédito. Ella perfora las orejas de sus amigas con la ayuda de chinchetas y un montón de toallas de papel. Ella disfruta de compras a crédito y de citas. Su perfume favorito es "pretensión" de Calvin Klein y su bebida favorita es el té helado. Ella usa la jerga generalmente reservada para las niñas mayores. Ella menciona que sus padres son muy ricos. Ella siempre tiene brillo de labios, perfumes y un par adicional de los zapatos de plataforma en su mochila rosa. Ella es un poco mimada sin embargo su aspecto compensa eso.
- Datos: Q5666075